# 下鼻瘿螨属
下鼻瘿螨属（学名：Catarhinus）为大嘴瘿螨科的一个属。

## 下级分类
本属包括以下物种：
- 甘蔗下鼻瘿螨 Catarhinus sacchari Kuang
- 高粱下鼻瘿螨 Catarhinus vulgaris Kuang et Feng [1]